# Изоляция аффекта
Изоляция аффекта (иногда просто изоляция) — психологический процесс, относимый к механизмам психологической защиты, заключающийся в удалении из сознания эмоциональной составляющей переживания, но сохранении при этом его понимания.

## Описание
Этот процесс может запускаться в психике для защиты от чрезмерного поглощения сознания эмоциями. В тех случаях, когда эмоции захлёстывают человека, он может пытаться сохранить холодный рассудок путём изоляции когнитивной составляющей от эмоциональной. Во многих случаях это полезная защита, необходимая в работе таких людей как врачи, боевые офицеры, сотрудники МЧС и др. Если бы сознание, например, хирурга было погружено в ту гамму чувств, которую вызывают страдания его пациентов, он просто не мог бы работать.
Часто работу этой защиты можно видеть, когда люди, пережившие травмирующие психику ситуации (войну, стихийное бедствие, насилие), рассказывают о пережитых событиях безэмоциональным или даже весёлым тоном.
Следует отличать изоляцию от диссоциации, которая значительно искажает восприятие событий. Изоляция аффекта удаляет из сознания лишь эмоциональную составляющую, сохраняя полное понимание происходящего. Например человек, который получил серьёзную травму и использует диссоциацию, может не придать этому событию большого значения, как если бы оно произошло не с ним. Человек, использующий изоляцию в той же ситуации более адекватно оценит значение произошедшего, но не заметит собственных переживаний по этому поводу.
Изоляция аффекта, среди прочего, лежит в основе таких защит как интеллектуализация, рационализация и морализация.

## Связь с характеристиками личности
Связанная со склонностью к изоляции переоценка значимости рассуждения и недооценка чувств, склонность отсылать в бессознательное всё личное, личностное, является типичной для обсессивных личностей.